# Kemorepellens
A kemorepellensek olyan szervetlen vagy szerves anyagok, melyek az elmozdulásra képes sejtekre negatív, a kiváltó ingerrel ellentétes irányba történő kemotaxisát képesek kiváltani. A kemorepellensek hatásaikat ismert és jellemzett vagy hipotetikus kemotaxis receptorokon keresztül fejtik ki. A kemoattraktáns jellegű ligand hatása célsejt specifikus és koncentráció-függő. A kemorepellensek által kiváltott mozgás fő komponensei egyenes vonalú elemek, melyek a baktériumok mozgásjelenségeiben döntő szerepet töltenek be. A leggyakrabban vizsgált kemorepellensek a szervetlen sók, aminosavak és egyes kemokinek. A kemorepellensekkel ellentétes hatást kifejtő anyagokat kemoattraktánsnak nevezzük.